# TVM+
TVM+ (antes TVM2 y TVMNews+) el segundo canal nacional maltés operado por PBS Malta. Se centra principalmente en noticias y programas educativos.

## Historia
El canal inició emisiones como TVM2 el 8 de marzo del 2012 reemplazando al canal Education 22 (E22).
En octubre de 2021, TVM2 cambió su nombre a TVMNews+, pasando de ser un canal secundario a un canal de noticias y actualidad. Esto generó críticas, ya que, en lugar de ofrecer una cobertura continua de noticias, la emisora trasladó la emisión de programas de actualidad del canal principal a un canal secundario. Esto se confirmó poco después cuando las encuestas mostraron que el canal tenía menos del 3% de audiencia.
Tras las críticas recibidas en el cambio de marca anterior, TVMNews+ cambió su nombre a TVM+ en septiembre de 2024 y volvió a centrarse en programas y repeticiones que no se mostraban en el canal principal TVM.

## Programación
TVM+ emite principalmente noticias, retransmisiones en directo y programas educativos, incluyendo programas de aprendizaje directo sobre la historia y la cultura maltesa, así como cobertura de actualidad. También emite boletines informativos en inglés, así como en lengua de señas maltesa para personas con discapacidad auditiva.

## Imagen corporativa

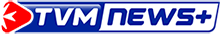
2021 - 2023
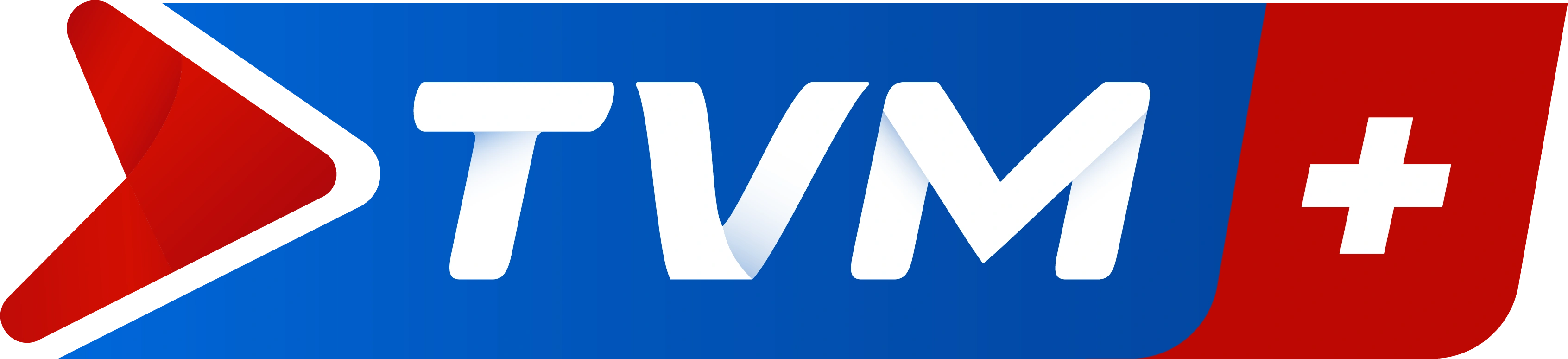
Desde 2024